# Gare de Varilhes
A Gare de Varilhes egy vasútállomás Franciaországban, Varilhes településen.

## Vasútvonalak
Az állomást az alábbi vasútvonalak érintik:
- Portet-Saint-Simon–Puigcerdà-vasútvonal

## Kapcsolódó állomások
A vasútállomáshoz az alábbi állomások vannak a legközelebb:
- Gare de Pamiers
- Gare de Saint-Jean-de-Verges